# Trypeticus caterinoi
Trypeticus caterinoi är en skalbaggsart som beskrevs av Kanaar 2003. Trypeticus caterinoi ingår i släktet Trypeticus och familjen stumpbaggar. Inga underarter finns listade i Catalogue of Life.